# Lawisa
Lawisa ist eine Siedlung auf der Insel Erromango in der Provinz Tafea im Inselstaat Vanuatu.

## Geographie
Der Ort liegt südlich von Potnarvin, dem Hauptort der Insel, an der Ostküste in der Baie Cook. Im Osten schließt sich die bergige Halbinsel Uvworé an.